# Anguilla na Mistrzostwach Świata w Lekkoatletyce 2009
Anguilla na Mistrzostwach Świata w Lekkoatletyce 2009 – reprezentacja Anguilli podczas czempionatu w Berlinie liczyła tylko 2 członków. 

## Występy reprezentantów Anguilli

### Mężczyźni
- Bieg na 100 m
  - Denvil Ruan z czasem 11,31 ustanowił swój rekord życiowy i zajął 77. miejsce

### Kobiety
- Skok w dal
  - Shara Proctor z wynikiem 6.71 ustanowiła nowy rekord kraju i zajęła 6. miejsce